# Lepidostemon williamsii
Lepidostemon williamsii är en korsblommig växtart som först beskrevs av Hiroshi Hara, och fick sitt nu gällande namn av Al-shehbaz. Lepidostemon williamsii ingår i släktet Lepidostemon och familjen korsblommiga växter. Inga underarter finns listade i Catalogue of Life.